# Jeffrey Combs
Jeffrey Alan Combs (* 9. září 1954 Oxnard, Kalifornie) je americký herec. K jeho nejvýznamnějším rolím patří postava Herberta Westa v hororové komedii Re-Animator (1985) režiséra Stuarta Gordona, se kterým od té doby často spolupracuje.

## Biografie
Combs od roku 1971 hraje v divadlech na západním pobřeží USA, v roce 1980 se přestěhoval do Los Angeles a o rok později debutoval malou rolí ve filmu Bláznivá dálnice. V průběhu 80. let hrál také např. ve snímcích Frightmare: Legenda hororů, Muž se dvěma mozky, Ze záhrobí či Cyklón. Hostoval také v seriálech jako Beauty and the Beast a Jake a Tlusťoch.
V roce 1994 se hostoval v jedné epizodě sci-fi seriálu Babylon 5. Téhož roku se poprvé objevil také ve světě Star Treku, ve kterém postupně ztvárnil osm rolí. V seriálu Star Trek: Stanice Deep Space Nine hrál v epizodě „Meridian“ (1994) jednorázovou postavu Tirona. V epizodě „Rodinná záležitost“ (1995) se poprvé vyskytla jeho postava Ferenga Brunta, který se v následujících letech objevil ještě v dalších šesti dílech. Druhou větší Combsovou rolí v seriálu Stanice Deep Space Nine byl Vorta Weyoun (respektive jeho klony), který se poprvé objevil v epizodě „Až do smrti“ (1996) a který se vyskytl i dalších více než 20 dílech tohoto seriálu. V epizodě „Tam za těmi hvězdami“ (1998) hrál také detektiva Kevina Mulkaheyho a v závěrečné dvojepizodě „Co po sobě zanecháš“ dostal společně s dalšími herci a tvůrci Star Treku malé cameo jako host v simulátoru. V epizodě „Tsunkatse“ (2000) seriálu Star Trek: Vesmírná loď Voyager hrál jednorázovou postavu Penka, pravidelně se ale objevoval jako Andorian Shran v seriálu Star Trek: Enterprise (poprvé v epizodě „Střet s Andoriany“ (2001) a poté v dalších devíti dílech). V epizodě „Zisk“ (2002) téhož seriálu navíc ztvárnil Ferenga Krema. V roce 2021 jako host namluvil hlas počítače AGIMUS v jednom díle animovaného seriálu Star Trek: Lower Decks.
Známý je také jako doktor Kevin Burkoff v seriálu 4400 (2005–2007), dále hostoval např. v seriálech Zóna soumraku či Kriminálka Las Vegas. Hrál také ve filmech jako Tajemství loňského léta 2: Rok poté, Dům na Haunted Hill, Strach.com, Návrat Re-Animátora nebo Návrat do domu hrůzy.